# 春田地獄貓半自動手槍
春田地獄貓半自動手槍（英語：Springfield Armory Hellcat）是一款由克罗地亚槍械製造商HS Produkt公司（前稱：I.M.金屬工廠，目前亦生產VHS突擊步槍）所研製及生產，並且由其美国合作顆伴春田公司在美國鎖售的的聚合物底把及擊鐵擊發式超袖珍型半自動手槍。
它從2019年9月推出市面，發射9×19毫米口徑手枪子彈，可用於隱蔽攜帶，彈匣容量為11發與13發。
地獄貓手槍被美國槍手杂志評為2020年年度手槍。

## 設計與功能
地獄貓手槍是一把裝有不銹鋼套筒的擊鐵擊發式手槍。其尺寸緊湊，總長度為6.0英寸（152.4毫米）、槍管長度為3.0英寸（76.2毫米）、寬度為1.0英寸（25.4毫米）、而高度為4.0英寸（101.6毫米）。該手槍在扳機以上裝有鏟刀狀保險裝置，而並無外部手動保險裝置。
該手槍配備的11發齊平式彈匣比西格&紹爾P365的同款彈匣多一發；另外還有一款延長型的13發彈匣（同樣比P365的延長彈匣多一發）。
套筒的前部和後部都具有待擊的鋸齒狀防滑紋，其中後防滑紋更在該手槍的頂部延伸，為套筒的操作提供了第三個可靠的抓握點。
地獄貓的OSP（意為“光學瞄準手槍”）版本在套筒以上裝有一塊可拆卸的蓋板，可藉由更換裝上的適配底板用以安裝各種體積較小的紅點鏡。

## 資料來源
1. ↑  . springfield-armory.com.   [March 19, 2020]. （原始内容存档于2020-01-28）.
2. ↑  . springfield-armory.com.   [March 19, 2020]. （原始内容存档于2020-01-28）.
3. ↑  . tportal.hr.   [2020-01-28]. （原始内容存档于2020-08-04）.
4. ↑  . springfield-armory.com (新闻稿). September 26, 2019  [March 19, 2020]. （原始内容存档于2020-03-20）.
5. ↑  . americanrifleman.org. February 13, 2020  [March 20, 2020]. （原始内容存档于2020-11-25）.
6. 1 2 3  Zimmerman, Dan. . thetruthaboutguns.com. October 7, 2019  [March 20, 2020]. （原始内容存档于2020-10-19）.
7. ↑  Sweeney, Patrick. . Gun Digest. 2020-03-17  [2020-04-28]. （原始内容存档于2021-01-18） （美国英语）.
8. ↑  D. Faubion. . handgunsmag.com. September 25, 2019  [March 20, 2020]. （原始内容存档于2020-11-29）.

## 外部連結
- （英文）—官方网站
- YouTube—Springfield Armory Hellcat （页面存档备份，存于），由Hickok45（英语：Hickok45）提供
- （英文）—Springfield Armory Releases Hellcat （页面存档备份，存于） from triple7firearms.com